# Gerd von Massow
Gerd von Massow (13 de Setembro de 1896 — 29 de Junho de 1967) foi um Tenente-general da Luftwaffe durante a Segunda Guerra Mundial. Foi Inspekteur der Jagdflieger. Recebeu diversas condecorações: duas cruzes de ferro, um distintivo de ferido, uma pelo longo serviço pela Wehrmacht e uma medalha de mérito militar.